# Wiener Bewegungsspieler
Wiener Bewegungsspieler war der Name eines österreichischen Fußballvereines. Der Klub war anfangs in Hernals und später in Sankt Marx beheimatet und spielte in seiner erfolgreichsten Zeit zwischen 1911 und 1928 insgesamt 12 Saisonen lang in der Zweiten Klasse beziehungsweise II. Liga.

## Geschichte
Bei den Wiener Bewegungsspielern handelte es sich um die Fußballsektion der Lehrersportvereinigung, die im Jahre 1909 ins Leben gerufen wurde. Zur Einführung der Ligameisterschaft des ÖFV 1911/12 wurde der Klub in die Zweite Klasse gereiht, er konnte sich bis zum Abstieg 1913/14 in der zweiten Spielstufe halten. Nach dem Ersten Weltkrieg konnte 1919 der Wiederaufstieg geschafft werden, die folgenden Jahre des Abstiegskampfes konnten in der Saison 1923/24 endgültig abgeschlossen werden: Die Wiener Bewegungsspieler beendete die Zweite Klasse auf dem zweiten Rang hinter dem SpC Rudolfshügel und auch mit dem 2:1-Sieg im ÖFB-Cup über den Erstligisten und Vizemeister dieser Spielzeit, der Vienna, sorgte der Verein für Schlagzeilen.
Bei Einführung des Professionalismus 1924 entschlossen sich die Wiener Bewegungsspieler weiterhin in der nunmehrigen II. Liga anzutreten. Der Verein erreichte gute Ergebnisse, in der Saison 1927/28 belegte man erneut einen zweiten Platz hinter dem SC Nicholson Wien, dennoch brachte der Profifußball einen hohen finanziellen Aufwand mit sich. Aus diesem Grund trat man einerseits mit Aufsteiger Nicholson und dem Beinahe-Absteiger aus der I. Liga BAC zu Verhandlungen zusammen. Letztendlich konnten sich die Wiener Bewegungsspieler mit Nicholson über den Kaufpreis von 3.000 Schilling einigen, sodass damit das Ende des Vereins besiegelt war.

## Erfolge
- 12 × Zweitligateilnahme: 1912–14; 1920–28 (2. Platz 1924, 1928)